# 宮古市上下水道部
宮古市上下水道部（みやこしじょうげすいどうぶ）は、岩手県宮古市の水道事業・下水道事業を所管する地方公営企業である。

## 概要
当市の上水道事業は昭和26年1月に計画給水人口30,000人、計画一日最大給水量4,500 m3で創設認可を受け、昭和27年6月に給水を開始した。その後、市勢の発展に伴い、8次にわたる拡張事業を行っている。平成27年9月時点の状況は以下のとおり。

### 上水道
- 計画給水人口 – 50,500人
- 計画一日最大配水量 – 26,000m3

### 簡易水道
- 計画給水人口 – 12,089人
- 計画一日最大配水量 – 5,190m3

## 施設
主な施設は以下のとおり

### 上水道
| 浄水場名       | 水 源          | 処理方法 | 取水能力（m3 / 日） | 計画最大給水量 （m3 / 日） |
| -------------- | -------------- | -------- | ------------------- | -------------------------- |
| 千徳第一浄水場 | 浅井戸、深井戸 | 塩素滅菌 | 12,000              | 12,000                     |
| 千徳第二浄水場 | 浅井戸、深井戸 | 塩素滅菌 | 8,500               | 8,500                      |
| 宮古浄水場     | 浅井戸、深井戸 | 塩素滅菌 | 3,500               | 3,500                      |
| 津軽石浄水場   | 浅井戸、深井戸 | 塩素滅菌 | 2,000               | 2,000                      |

- 他、送水施設4か所、配水施設23か所、ポンプ71台

### 簡易水道
- 浄水施設18か所、送水施設13か所、配水施設44か所、ポンプ77台

### 汚水処理施設
- 宮古浄化センター（管理棟・処理場）、宮古清掃センター、田老浄化センター
- 墓目地区農業集落排水処理施設
- 千鶏・石浜地区漁業集落排水処理施設、津軽石地区漁業集落排水処理施設

## 経営

### 損益
上水道事業の経営状況は良好である。平成17年度から平成26年度までの10か年度で東日本大震災で甚大な被害を受けた年を含むにもかかわらず、全て黒字であり、平成27年度も241,620千円の黒字であった。ただし、簡易水道事業は同じ10か年度で6度の赤字であり、とりわけ平成23年度以降は4年連続で、しかも拡大し続けている。

### 水道料金
当市の水道料金は岩手県内でも際立って安い。平成28年4月1日時点での1か月20m3使用した場合の水道料金（消費税込み）は盛岡市3,520円、花巻市4,147円、北上市4,266円、奥州市3,888円、一関市（旧一関市）4,071円、陸前高田市4,050円と多くの市が3千円台後半から4千円台の中、当市は2,808円である。しかもこの金額でありながら、前述のとおり黒字計上が続いている。なお、簡易水道においても料金体系は上水道と同一である。

## 組織
- 経営課、施設課、生活排水課（市長部局）[1]